# Estomatologia
L'estomatologia (literalment estudi de la boca) és una branca de la medicina que estudia l'anatomia, fisiologia i la patologia de la boca i les seves estructures.
A Espanya es va posar en marxa amb la instauració de la Segona República en quedar reformada i definida acadèmicament la disciplina mèdico-dental sota la direcció de Bernardino Landete, aleshores director de l'Escuela de Odontología de Madrid i professor de l’assignatura d’Odontologia. Des del seu càrrec, i avalat per la seva ampla formació mèdica, va encapçalar el canvi que s'havia d’operar en la seua àrea professional i científica, essent partidari de la doble condició dentista-metge. «Els odontòlegs —afirma— van traure l’odontologia dels carrers i la van introduir en els gabinets dentals per a salvar dents. Nosaltres, els estomatòlegs, l’hem introduïda en els hospitals i preservem vides».